# Marc-Yvan Côté
Pour les articles homonymes, voir Côté.
Marc-Yvan Côté (né le 27 mars 1947 à Sainte-Anne-des-Monts) est un professeur et homme politique québécois.

## Biographie

### Débuts en politique
Né dans une famille fortement engagée politiquement, Marc-Yvan Côté a fait des études en histoire et en sciences politique et a enseigné quelques années dans sa ville natale de Sainte-Anne-des-Monts, mais il a toujours su qu'il allait faire carrière en politique. L'occasion se présente aux élections de 1973, et il est élu dans sa circonscription de Matane avec tout près de 50 % des voix. À cette élection, le Parti libéral réussit un balayage presque complet des sièges, n'en laissant que huit à l'opposition. Marc-Yvan Côté a alors 26 ans.
Cependant, à l'élection suivante, en 1976, les fortunes électorales changent et le Parti québécois réussit à ravir le siège de Matane aux libéraux. Côté termine deuxième. Cependant, il est invité à travailler comme recherchiste pour l'aile parlementaire du Parti libéral et peut ainsi rester en contact avec la politique. Il est un des organisateurs du congrès à la chefferie de 1978 qui mettait aux prises Raymond Garneau et Claude Ryan, l'éventuel vainqueur. L'année suivante, il organise avec succès l'élection de Jean-Claude Rivest pour succéder à Raymond Garneau, démissionnaire, dans la circonscription de Jean-Talon.
En 1980, Marc-Yvan Côté est un des organisateurs de la campagne victorieuse du NON lors du référendum sur la souveraineté du Québec. Il n'est pas candidat à l'élection de 1981, se concentrant sur l'organisation de la campagne pour le Parti libéral. Après l'élection, perdue par son parti, il devient chef de cabinet du whip en chef de l'opposition, le député Michel Pagé. Il organise avec succès une élection partielle dans Louis-Hébert en 1982. Peu après, Claude Ryan démissionne comme chef du Parti libéral; ses relations avec Marc-Yvan Côté n'avaient jamais été très bonnes.
L'ancien premier ministre Robert Bourassa a alors l'ambition de reconquérir le poste de chef du Parti libéral. Il sollicite Marc-Yvan Côté pour être son organisateur. Cette campagne sera un succès car Bourassa est élu chef avec une large majorité en octobre 1983. Entretemps, Côté retrouve un siège de député en étant élu dans Charlesbourg en juin lors d'une autre élection partielle, avec 14 313 voix de majorité.

### Ministre libéral
Lors des élections générales suivantes, en 1985, le Parti libéral revient au pouvoir et Marc-Yvan Côté est réélu dans Charlesbourg. Lors de ces élections, Côté était l'organisateur en chef pour l'Est du Québec. Lors de la nomination du nouveau cabinet, il devient ministre des Transports, ministre responsable du Développement régional et président du comité ministériel de l'Aménagement et du Développement du territoire.
Le premier dossier important qu'il doit régler est celui de la privatisation de Québecair, transporteur aérien alors propriété du gouvernement mais déficitaire. La compagnie sera finalement vendue à Nordair. Il s'est aussi attaqué aux problèmes de transport à Montréal; les principales réalisations dans ce dossier ont été la création de trains de banlieue et une importante rénovation de l'autoroute Métropolitaine.
Marc-Yvan Côté était également le ministre responsable de la région de Québec. Dans ce rôle, les dossiers dont il s'est principalement occupé sont ceux de la transformation de la gare du Palais en gare intermodale et la construction du Centre des congrès de Québec.
Avant les élections générales de 1989, Côté pense sérieusement abandonner la politique pour des raisons familiales et de santé; le premier ministre Bourassa le convainc cependant de rester. Le Parti libéral est reporté au pouvoir et Marc-Yvan Côté est facilement réélu dans Charlesbourg. Lors de la formation du nouveau cabinet, il obtient le ministère de la Santé et des Services sociaux, le plus important portefeuille en termes de budget; il devient également ministre délégué à la Réforme électorale.
Dans son mandat à la Santé, il met d'abord de l'avant la reconnaissance de la profession de sage-femme. Ensuite, il poursuit la réflexion, déjà commencée par son prédécesseur Thérèse Lavoie-Roux sur la réforme du système de santé québécois. Cette réforme consistait d'abord à décentraliser les prises de décision vers les régions et les établissements de santé, puis à considérer le patient comme l'élément central du système de santé, et enfin à augmenter la visibilité du secteur des services sociaux. Côté se heurte cependant à une forte opposition des médecins, qui atteint son point culminant durant l'été 1991. Le projet de réforme, après ajustements, est tout de même adopté en août.
En septembre 1993, Robert Bourassa, dont Marc-Yvan Côté est proche, annonce sa démission prochaine comme premier ministre et chef du Parti libéral. Côté n'est pas un partisan de Daniel Johnson qui succède à Bourassa en janvier 1994. Aussi, profite-t-il de l'occasion pour démissionner comme ministre et comme député le 11 janvier 1994.

### Organisateur politique
Après son retrait de la politique active, Marc-Yvan Côté participe à la campagne référendaire de 1995 dans le clan du NON (fédéraliste). Il continue à aider le Parti libéral du Québec lors des campagnes électorales, et devient aussi organisateur pour les libéraux fédéraux, à la demande d'André Ouellet et de son ami Jean Pelletier. Il prend la responsabilité de remonter l'organisation du Parti libéral du Canada dans l'Est du Québec, après le raz-de-marée du Bloc québécois (indépendantiste) aux élections fédérales de 1993. Il œuvre à ce titre pour les élections de 1997 et de 2000.
En 2005, Côté a comparu devant la commission Gomery qui enquête sur le scandale des commandites. Il reconnaît avoir reçu en 1997 des enveloppes contenant au total 120 000 $ en comptant, qu'il a remis aux candidats libéraux pour leurs dépenses électorales. Il n'a pas questionné l'origine de cet argent. Cette affaire lui a valu un « bannissement à vie » du Parti libéral du Canada, qui a été cependant remis en question par la suite.

## Carrière après la politique
À sa sortie de la politique active, Marc-Yvan Côté a été vice-président du développement des affaires chez Roche ltée, Groupe-conseil, du 3 février 1994 à 2005. En relation avec cet emploi, Marc-Yvan Côté a eu des démêlés avec Agnès Maltais, députée du Parti québécois, qui a affirmé en 2006 que Côté avait pu faire profiter à des promoteurs immobiliers de la fermeture du Jardin zoologique de Québec. Insistant pour dire que les informations sur lesquelles se basait Agnès Maltais étaient inexactes, il intente une poursuite contre cette dernière pour 200 000 $. Cette poursuite s'est réglée à l'amiable en 2009.
Il a également été président de TUPP Canada, une compagnie spécialisée en produits de peinture, à partir de 2005, et administrateur de World Outfitters, une entreprise spécialisée dans l'organisation de voyages de chasse et de pêche, à partir de 2008.
Le nom de Marc-Yvan Côté a aussi été mentionné en 2013 dans le cadre des travaux de la Commission d'enquête sur l'octroi et la gestion des contrats publics dans l'industrie de la construction, aussi appelée Commission Charbonneau. Côté était le patron de Gilles Cloutier chez la firme d'ingénieurs Roche. Cloutier a témoigné devant la Commission avoir régulièrement versé des pots-de-vin aux élus dans le cadre de ses fonctions au « développement des affaires » chez Roche,,,. Il a été arrêté par l'Unité permanente anticorruption du Québec le 17 mars 2016, sous des accusations de fraude, corruption et abus de confiance.
Le fonds d’archives de Marc-Yvan Côté est conservé au centre d’archives de Québec de Bibliothèque et Archives nationales du Québec.